# Papa Mutt Carey
Thomas Carey, conocido en el mundo del jazz tradicional como Papa Mutt Carey, fue un cornetista y trompetista norteamericano, nacido en Hahnville (Luisiana), un día no identificado de 1891, y fallecido en Elsinore (California), el 3 de septiembre de 1948.

## Historial
Nacido en una familia musical, se inició con la batería, aunque se cambió pronto a la corneta, animado por su hermano mayor, Jack Carey, que tocaba el trombón. Es en la banda de su hermano, donde comienza a trabajar, en 1913, aunque muy rápidamente (1914) es captado por Kid Ory para su orquesta.
En 1917, tras el cierre de Storyville, como tantos otros, sube a Chicago, junto con Johnny Dodds, aunque regresa pronto. Sin embargo, en 1919, es llamado por Ory desde California, y Carey se va con él. Cuando el propio Ory se va a Chicago, Carey asume la dirección de la banda y permanece con ella hasta comienzo de los años 30, bajo el nombre de The Jeffersonians, trabajando con asiduidad en los estudios de Hollywood. 
Después, con la crisis del hot, deja de tocar, salvo esporádicamente, hasta que, en 1944, Ory lo reengancha en su Dixieland Jubilee, hasta 1947, año en que participa junto con Louis Armstrong en el film Nueva Orleans. Seguirá tocando, con su propia banda, hasta su muerte, en 1948.

## Estilo
El estilo de Carey es típicamente hot de Nueva Orleans, liderando de forma hábil las improvisaciones colectivas. Sin embargo, sus grabaciones muestran un fraseo poco brillante y un aliento débil como solista. Se le atribuye ser el primer trompetista en usar la sordina, aunque se sabe que Buddy Bolden ya usaba un pequeño tubo de bronce para hacer un efecto similar.